# Слойкі
Слойкі (пол. Słojki) — село в Польщі, у гміні Жевне Маковського повіту Мазовецького воєводства.
Населення — 109 осіб (2011).
У 1975-1998 роках село належало до Остроленцького воєводства.

## Демографія
Демографічна структура станом на 31 березня 2011 року:
|          | Загалом | Допрацездатний вік | Працездатний вік | Постпрацездатний вік |
| -------- | ------- | ------------------ | ---------------- | -------------------- |
| Чоловіки | 54      | 10                 | 37               | 7                    |
| Жінки    | 55      | 11                 | 28               | 16                   |
| Разом    | 109     | 21                 | 65               | 23                   |